# Futurum exaktum preteriti
Futurum exaktum preteriti är ett i svenskan sammansatt verbtempus som anger något avslutat i ett förflutet ögonblicks framtid (i nuets dåtid), till exempel "Ett år senare skulle vi alla ha sett våra liv slås i spillror". I många språk är futurum exaktum preteriti ett enkelt (morfologiskt markerat) tempus.